# 계몽주의

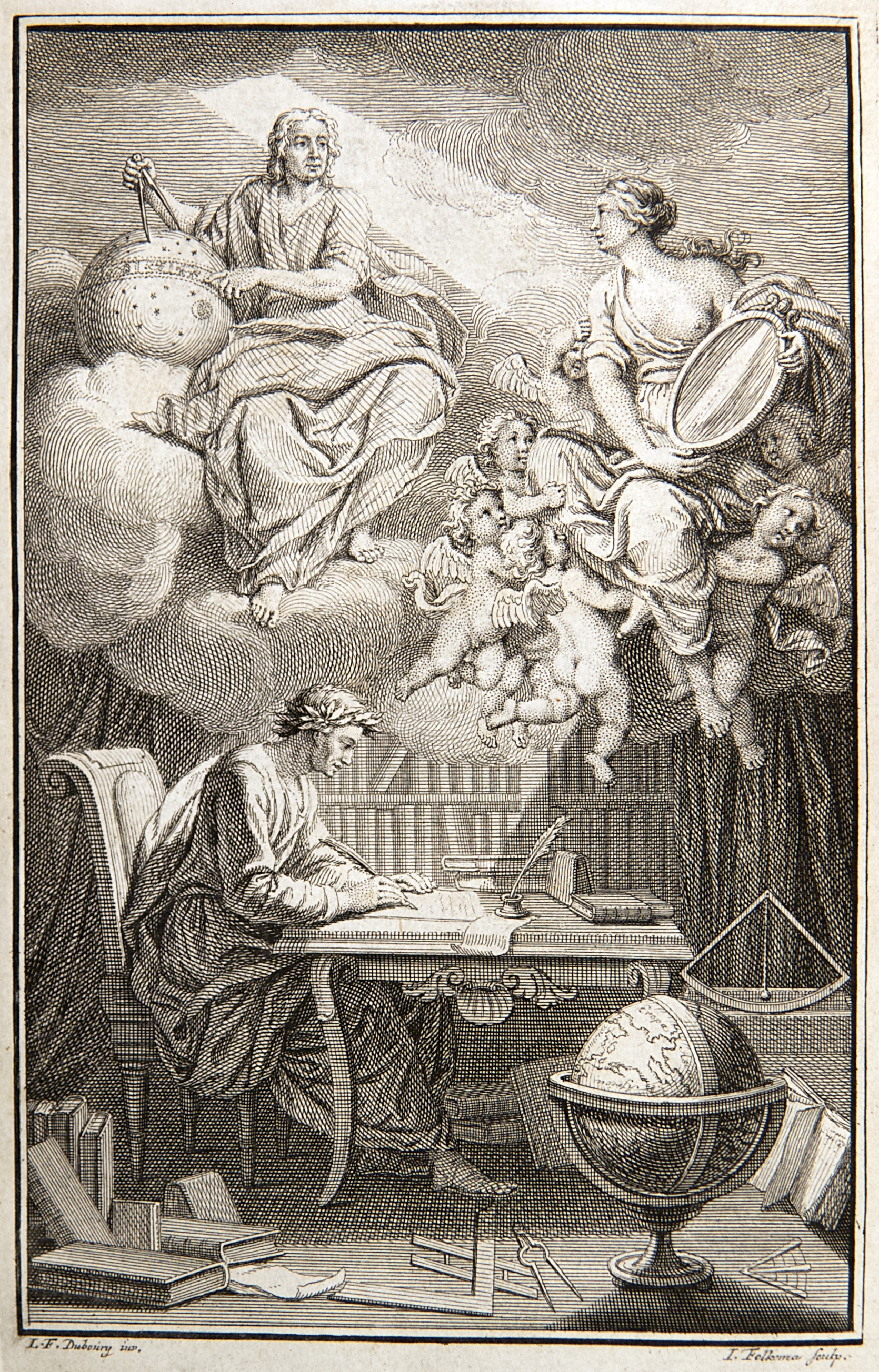
볼테르의 뉴턴 소개서 속표지. 뉴턴주의 지식을 몽매(어둠)을 깨우치는 빛(계몽)으로 비유했다.

계몽주의(啓蒙主義, 프랑스어: Lumières 뤼미에르[*])란 18세기 하반기에 프랑스를 기점으로 유럽 전역에 유행했던 문화적, 철학적, 문학적, 지적 사조다. 이것이 흥했던 시대를 계몽시대라고 한다. 대표적인 철학자로 프랑스에서 볼테르, 영국에서 데이비드 흄, 독일에서 임마누엘 칸트, 그리고 바뤼흐 스피노자, 존 로크, 피에르 벨, 아이작 뉴턴 등이 있다.
계몽주의자들은 스스로를 진보적 엘리트라고 생각했고, 종교적 정치적 박해에 맞서 투쟁했다. 계몽주의자들의 저작은 미국 독립전쟁과 프랑스 혁명을 비롯한 18세기 말의 정치적 대격변에 큰 영향을 미쳤다.

## 개설
17세기 후반에 시작되어 18세기에 장미빛으로 개화(開花)된 계몽 운동은 정치나 경제, 사회, 종교, 사상 등에 있어서의 전근대적인 어둠에 이성의 빛을 비추었다. 전근대적인 어둠이란 전근대적이며 봉건적, 종교적인 권위, 특권, 부정, 압제(壓制), 인습(因習), 전통, 편견, 미신(迷信) 등이다. 계몽(어둠에 빛을 비추어 밝고 현명하게 하는 일)의 사상가는, 이성을 척도로 하여 이 어둠을 비판하고 심판했다. 거기서는 종교도 자연관(自然觀)도, 사회도 국가도, 모든 것이 용서 없이 비판되었다. 이제까지의 사회 형태라든지 전통적인 사고방식이 불리한 것으로서 쓰레기통에 던져졌다. 이성에 의해서 생각해 낸 것이 모든 인간 행위나 사회 형태의 기준으로서 요구되었다. 이성에 입각한 영원한 진리, 영원한 정의가 종래의 암우(暗愚)와 대치되어야 했던 것이다. 그것은 바로 일체가 신의 권위에 입각한 중세(中世)에 대해서, 모든 것을 인간의 두뇌의 사고(理性)에 입각하게 한다는 역전이었다. 이성적 정신의 열광이 세계를 뒤흔들었던 것이다.
먼저 정치에 관해서는 계약론(契約論)이 주장되었다. 인간은 침범되어서는 안 되는 자연권(自然權)을 가지고 있다. 자연에 입각해서 자유이며, 평등이다. 생존과 재산 소유의 권리를 가지고 있다. 그것을 지키기 위해서 사람은 계약에 의해 국가를 만들었다. 따라서 우리는 기본적인 권리가 침해당했을 경우, 비판하고 저항할 권리가 있다는 것이다. 이 견지에서 계몽사상가들은 왕권이나 낡은 제도나 압제나 불평등에 대해서 날카로운 비판과 공격을 가했다. 그리하여 그것에 의해서 근대적인 여러 혁명에 이론적 지주(支柱)를 제공했다. 그들 계몽사상가들은, 사람은 노동에 의해서 비로소 재산을 자기 것으로 할 수 있다고 하는 주장을 전개했다. 이로써 한편에서는 전근대적 착취를 비난하고, 또 한편에서는 흥륭(興隆)하는 자본주의적 사유(私有)를 옹호했다.
종교에 있어서는 이성의 입장에서 이신론(理神論), 자연종교, 이성종교, 나아가 무신론(無神論) 등이 나타나서 신앙의 자유, 종교적 관용(寬容), 교권으로부터의 해방 등이 요구되었다. 도덕에 관해서는 한편으로 순수한 이성에 따르는 것을 선(善)이라고 보는 이성주의가, 또 한편으로는 인간적인 행복을 제1의로 하는 행복론(幸福論)이 주장되었다. 또한 인식론에서는 감각적 소여(所與)를 오성(悟性) 내지 자아가 종합하는 데에서 진리가 성립한다는 감성(感性), 오성론, 감각적 경험을 중시하는 경험주의 내지 감각론, 나아가서 유물론 등이 나타났다.
이와 같은 계몽사상을 급속도로 발전해 온 자본주의 내지 부르주아 시민의식과 과학 내지 기술의 진보를 배경으로 하고 있다. 따라서 계몽 운동은 자본주의가 가장 발전한 영국에서 시작되어(로크, 흄, 스미스 등), 프랑스에 가서(몽테스키외, 볼테르, 루소, 백과전서파 등), 독일로 파급되어 갔다(라이프니츠, 볼프, 칸트 등). 영국이나 프랑스에서의 계몽운동은 하층(下層)으로부터 상층으로의 상승(上昇)의 반영이었다. 따라서 근대혁명의 이론적 지주가 될 수 있었다. 그러나 근대화에서 뒤떨어진 독일에서는 이와 같은 하층에서의 상승이 결여되어 있었다. 이 때문에 계몽사상은 머리 속에서만의 자유나 평등이나 인권 존중에 그쳐야 했다. 독일의 계몽사상을 계몽된 전제군주(專制君主)에 의한 '위에서부터의 개혁'에 독일의 근대화를 기대했던 것이다.

## 독일
17세기 말부터 독일의 철학은 새로운 시대를 맞았다. 그때까지 지배적이었던 신학(神學)과 그의 종이었던 스콜라의 형이상학에 대신해서 인간의 이성이나 경험을 중시하는 경향이 철학에 나타났다. 이것은 시민계급의 자유롭고 비판적인 사고 활동의 고조(高潮)를 의미하는 것이었다. 독일 철학의 이와 같은 시기는 대략 크리스티안 토마지우스(1655-1728)가 할레 대학에서 활동하기 시작한 1690년부터 칸트의 <순수이성비판(純粹理性批判)>이 간행된 1781년까지로 보고 있다.
이 시대의 주요 철학자들로서는, 신학과 철학의 융화를 꾀한 철학자인 라이프니츠를 과도기(過渡期)의 사람으로 하고 데카르트, 스피노자의 수학적인 방법으로 인식론을 완성시키려고 한 치른하우스(치른하우젠) (1651-1708), 영국 경험론을 독일에 소개하고 법학(法學)의 영역에서 업적을 남긴 토마지우스(1655-1728), 계몽의 대표적 철학자로서 형식 합리성을 기초로 형이상학의 개조(改造)를 시도하고, 칸트 철학을 준비한 볼프, 스피노자주의의 입장에서 정통 루터주의 신학을 비판하고, 유물론적 경향의 범신론(汎神論)을 주장하여 헤르더나 괴테에게 강력한 영향을 남긴 에데르만(1698-1767), 독일 계몽의 최대 사상가 레싱 등이 있다.
당시의 독일은 봉건 제후(諸侯) 지배하의 소방 분립(小邦分立) 상태에 있었고, 봉건권력과 손을 잡은 루터 주의 신학이 자유로운 언론을 탄압하고 있었기 때문에, 독일 계몽사상은 신학과 종교 문제로 오랫동안 고민하지 않으면 안 되었다.

## 영국
넓은 의미로서의 영국 계몽철학은 17세기 초의 프랜시스 베이컨에서 18세기 말의 애덤 스미스, 벤담에 이르는 경험론의 철학과 거의 같다고 해석되는데, 좁은 뜻으로는 존 로크에서 스미스까지의 18세기 철학을 총칭한다.
그 가운데서 신학적으로는 이성의 우위(優位)를 설명하고 후에 무신론으로 경사(傾斜)를 보인 이신론(理神論)의 흐름(앤서니 콜린즈, 존 톨랜드, 제3대 샤프츠버리 백작)이 있고 도덕철학으로서는 인간에 내재(內在)하는 모랄센스를 강조하는 도덕감학파(道德感學派)(샤프츠버리)와 유물론에의 경향을 가진 공리주의(데이비드 하틀리, 조셉 프리스틀리, 버너드 맨더빌)가 대립되어 있으며, 인식론으로서는 경험과 감각을 중시하는 경향(흄)이 나타났다. 흄은 회의론(懷疑論)에 빠졌는데 이것은 오히려 예외적이며, 대세(大勢)는 도덕감을 강조하든 이기심(利己心)을 강조하든간에 밝은 낙관론(樂觀論)과 인간 중심주의를 가지고 있었다. 그러나 프랑스 계몽사상과 같은 사회 비판은 없고, 온건하고 현상(現狀) 긍정적이며, 이 점에 영국 계몽사의 특징이 있다고 하겠다.

## 프랑스
프랑스에서는 다만 '철학'이라고 불린다. 18세기 10년대, 가톨릭 신앙의 권위주의, 금욕이나 복종의 윤리에 반대하는 본능과 지성의 저항이 데카르트 철학의 영향 아래 문학가 사이에 일어나서 1715년 이후가 되자 이성적(理性的) 비판으로 발전해 나갔다. 볼테르나 몽테스키외, 디드로는 앙시앵 레짐(舊制度) 사회에 고착(固着)하는 종교적 편견, 사회적 기성관념에 비판을 가했는데, 특히 볼테르는 이신론(理神論), 종교적 관용(寬容)을 가지고 교회에 대한 공격을 실시했으며, 몽테스키외는 신랄한 사회, 문명 비판을 전개했다. 이 기간, 데카르트의 이성(理性)은 정적(靜的)인 진리의 선험적(先驗的)인 보유자라는 성질에서 기능적(機能的)인 진리의 추구자(追求者)라는 성질로 변했으며, 한편에서는 영국에서 뉴턴 물리학의 경험주의, 로크의 감각론(感覺論) 등이 수입되어 이러한 요소는 프랑스 계몽주의 철학 형성에 영향을 주었다.그것은 체계(體系)라기보다 모든 학문 연구를 매개(媒介)하는 것에 가깝다.
1748년 몽테스키외의 <법의 정신>이 발표되는 해는 프랑스 사회의 경제 번영, 경제 자유주의의 성장을 배경으로 계몽주의의 결전(決戰) 개시기라 불린다. 앙시앵 레짐 사회에 대한 자연법(自然法)이나 사상적, 정치적 입장에서의 비판은 차츰 체계화되어, 1752년에는 <백과전서(百科全書)>로서 결실을 보았다. 이 시기의 철학자 가운데는 콩디약, 엘베시우스, 라 메트리 등과 같이 감각론, 이신론의 입장에서 유물론, 무신론(無神論)으로 발전해 나가는 것도 나타났고, 한편 정치 비판은 루소의 <사회계약론>(1762)과 같이 전체 사회질서에서 국가의 기본 원리로 거슬러 올라가는 것도 있었다.
1770년경 이미 계몽주의는 시대의 지배적인 이데올로기가 되어, 미국 혁명이나 프랑스를 방문한 프랭클린(1707-1790)의 정치적 활동의 영향 등에서 자극을 받아 사회, 정치 변혁의 이론적 방향을 잡기 시작했다. 모루레(1727-1819)나 마블리(1709-1785) 등이 이 세대이며, 자연법을 하나의 구체적 목표로 하고 공동 소유의 사회를 상정(想定)하게 되었다. 프랑스 혁명 직전, 철학은 전국의 개명적(開明的) 부르주아를 사로잡아 '생각하는 대중'을 조성(造成)하는 것으로써 실천적인 변혁의 사상이 되었다. 혁명의회에서 전개되는 모든 정치사상은 이미 계몽주의에 원형(原型)으로서 내포된 것이며, 그것이 전쟁이나 경제 위기, 정치적 역관계(力關係)를 계기로 전개된 것이다. 19세기 전반기 계몽주의의 인식론, 과학론, 역사론은 콩트의 실증주의에 계승되었고, 한편 보편적 이성(理性)에의 신뢰는 루아이에 코랄, 주프로와(1796-1842) 등에 계승되었다.

## 같이 보기
- 근대성
- 합리론
- 보편주의